# 謝金河
謝金河（1959年1月21日—），臺灣財經新聞工作者。現任《今周刊》與《財訊》發行人以及財信傳媒董事長。

## 生平

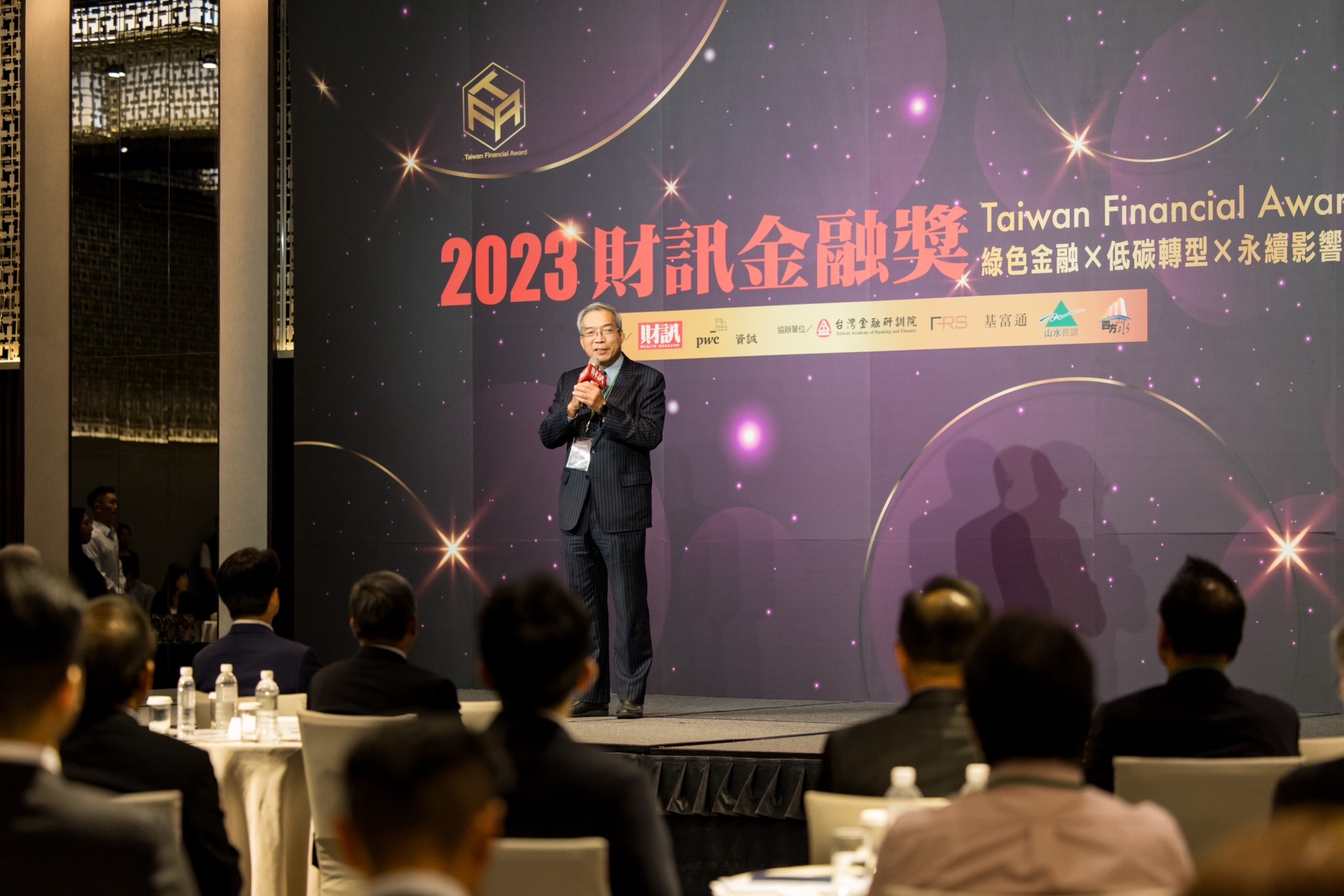
謝金河為《今周刊》與《財訊》雜誌發行人

謝金河出生於雲林縣西螺鎮，就學於雲林縣西螺鎮安定國民小學、雲林縣私立正心高級中學、國立臺灣師範大學附屬高級中學。1981年國立政治大學企業管理系畢業後，考取國立中山大學復校第一屆碩士班，但保留學籍服役（最後未入學）。後於陸軍步兵第101師新兵訓練中心擔任每兩個月帶一梯新兵少尉的見習輔導長。1984年開始於《財訊雜誌》工作，1985年起擔任總編輯。他就讀國立政治大學東亞研究所，於1988年獲得碩士學位。
謝金河曾擔任柯文哲任內臺北市政府市政顧問，於2016年、2017年獲中華民國總統蔡英文指派擔任亞太經濟合作會議（APEC）中華臺北領袖代表顧問。
2017年，《今周刊》美工編輯不慎使用未經授權的韓國插畫家的圖片。韓國圖庫代理商發現後，以違反《著作權法》報案；謝被傳至警局調查，最後與代理商私下和解。
現為東森財經新聞台《老謝看世界》主持人、《今周刊》發行人、財信傳媒董事長。在中信金融管理學院任講座教授。

## 主持節目
- 公視主頻《面對國家》
- 年代新聞台《數字台灣》
- 東森財經新聞台《老謝看世界》[8]

## 書籍
| 年份   | 書名                                                                                       | 出版社   | ISBN               |
| 1997年 | 《跨世紀投資策略》                                                                         | 大塊文化 | ISBN 9789578468375 |
| 1999年 | 《飛越金融風暴》                                                                           | 財訊出版 | ISBN 9789578390164 |
| 2007年 | 《老謝的財富報告》                                                                         | 財訊出版 | ISBN 9789867084453 |
| 2008年 | 《老謝看世界》                                                                             | 財信出版 | ISBN 9789868402133 |
| 2008年 | 《老謝的財富報告2》                                                                        | 財信出版 | ISBN 9789868402126 |
| 2009年 | 《跟著老謝向前跑》                                                                         | 財信出版 | ISBN 9789866602382 |
| 2021年 | 《老謝的台灣紀行：有時走路，有時吃喝》                                                     | 今周刊   | ISBN 9786267014196 |
| 2022年 | 《變調的中國夢：財經趨勢專家謝金河觀察中國40年，深度解讀美中台三方關係，剖析世界政經局勢》 | 今周刊   | ISBN 9786267014783 |

## 外部連結
- 謝金河的Facebook專頁
- YouTube上的數字台灣頻道
- 謝金河｜東森財經新聞 （页面存档备份，存于）
- 〈這是我們一起見證的大時代——謝金河評《十信風暴》 （页面存档备份，存于）〉，鏡文學，2020年7月6日